# Миккола, Иосиф Юлиус
Иосиф Юлиус Ми́ккола (фин. Jooseppi Julius (J. J.) Mikkola; 6 июля 1866, Юлёярви, Тавастгусская губерния — 28 сентября 1946, Хельсинки) — финский языковед, славист и тюрколог.

## Биография
Сперва изучал санскрит, феннистику и индоевропеистику (в Уппсале под руководством Адольфа Нурена). Славянскими языками он заинтересовался уже после получения магистерского диплома по индологии и сравнительно-историческому языкознанию.
Славистика была, несомненно, главным, но не единственным полем исследований Микколы. Одной из важнейших его работ является докторская диссертация Slavische Lehnwörter in den westfinnischen Sprachen, которую он защитил в 1893 году. В том же году он женился на финской писательнице и переводчице Майле Винтер, более известной под псевдонимом «Maila Talvio»; их брак был бездетным.
В 1896 году Миккола побывал в экспедиции в землях словинцев. Собранные в ней тексты с обработкой акцентуации и вокализма он опубликовал в 1897 году. Фактически это была последняя возможность провести такое исследование, поскольку последние носители словинского языка погибли или умерли во время Первой мировой войны. 

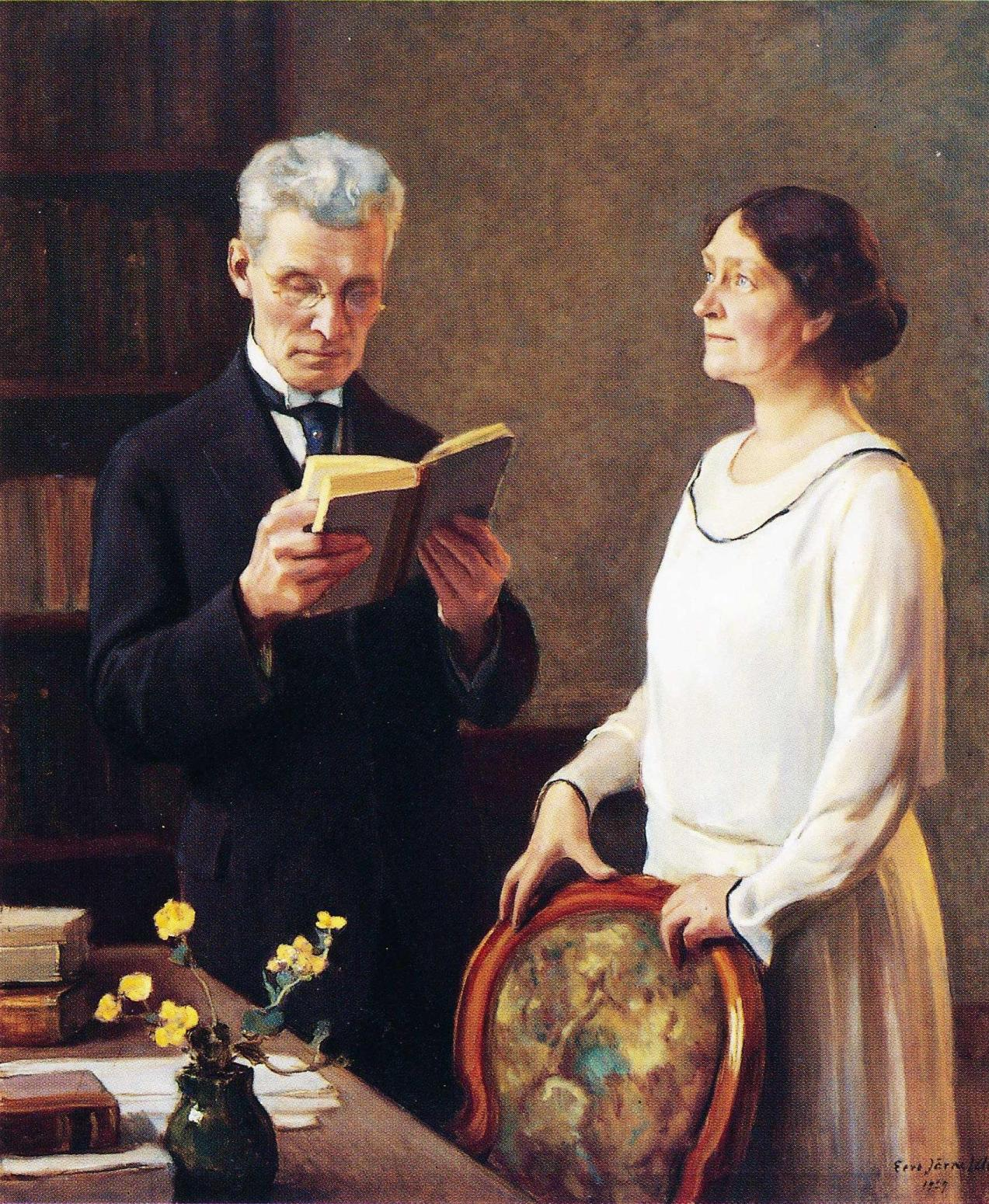
Супруги Майла Тальвио и Иосиф Юлиус Миккола
(художник Ээро Ярнефельт)

В 1899 году Миккола издал работу о западнославянской акцентологической и долготной системе, бывшую в значительной степени продолжением и расширением наблюдений, сделанных среди словинцев.
В 1900 году стал экстраординарным профессором славянской филологии в Хельсинки, а в 1921 году ординарным профессором. Наиболее известна его трёхтомный синтез Urslavische Grammatik (т. 1 [ударение, гласные]: 1913; т. 2 [согласные]: 1942; т. 3 [морфология] издан посмертно: 1950).
Менее известно, что Миккола занимался также тюркологией. Он опубликовал статью «Die Chronologie der türkischen Donaubulgaren» (в: Journal de la Société Finno-Ougrienne 30 [1913]: 1-25), которой открыл дискуссию на тему имён протобулгарских ханов, утверждая, что неславянские имена в открытом в 1866 году списке ханов можно объяснить тюркскими названиями лет в зверином календарном цикле и тюркскими числительными.
О признании, которым Миккола пользовался в мире славистики, свидетельствует тот факт, что Лейпцигский университет предложил ему принять руководство кафедрой славянских языков после смерти Августа Лескина (1840—1916). Однако Миккола не принял предложения, потому что не хотел покидать Финляндию.

## Важнейшие труды
- Urslavische Grammatik (1913-50), 1-й том